# جيفرسون (مقاطعة غرين)
جيفرسون، مقاطعة غرين (بالإنجليزية: Jefferson, Green County, Wisconsin)‏ هي بلدة تقع بولاية ويسكونسن في الولايات المتحدة. تبلغ مساحتها 100.4 (كم²)، وترتفع عن سطح البحر 304 م، بلغ عدد سكانها 1212 نسمة في عام 2000 حسب إحصاء مكتب تعداد الولايات المتحدة وتصل الكثافة السكانية فيها 12.1 نسمة/كم2.

## وصلات خارجية
- The US50 - Cities and Towns in Wisconsin State
- Wisconsin Cities and Towns, Facts, Map, Flag, Colleges, Government, and More